# Suzuki Solifer S
Suzuki Solifer S är en finsk mopedmodell som lanserades 1984. Den är ett samarbete mellan finska företaget Solifer och det japanska företaget Suzuki. Mopeden är en vidareutveckling på Solifer TS50S, och den första årsmodellen av Suzuki Solifer S är i praktiken samma moped men med Suzukis motor istället för Tomos motor samt andra färger på ram och kåpor och annat avgassystem. Den har PV50 motor, samma som exempelvis Suzuki Solifer PV och Suzuki Solifer R. Kåporna är av märket Acerbis och stötdämpningen av Paioli.

## Suzuki Solifer S 1984
Årsmodell 1984 är den första årsmodellen av Suzuki Solifer S och den har vissa olikheter till de andra årsmodellerna. Den har helsvart framstänkskärm, annan modell på bakstänkskärmen än någon annan årsmodell, förkromat styre med andra grips, ljusomkopplare och vippor, samt en skarpare sits än de andra årsmodellerna som inte sträcker sig över tanken (samma som Solifer TS50S).

## 1985
År 1985 Får Suzuki Solifer S en ny framstänkskärm som är lik den gamla men har en gul plastrand omkring skärmen som gör den bredare. Mopeden får även svart styre med plastikvippor, magura "waffle grips" och ny ljusomkopplare. Sitsen byts till en mjukare modell som har en liten läpp som far över tanken trots att tanken inte byts ännu detta år. Bakstänkskärmen är även omformad för att passa en modernare baklampa.

## 1986–1989
År 1986 fick Suzuki Solifer S en ny tank som var mycket högre än den gamla med en lite högre tankkork också. Ny bakstötdämpning, mono stötdämpare istället för dubbla stötdämpare bak. Detta ledde till att modellen fick nytt avgassystem som är draget annorlunda för att passa. De allra första 86:orna har den äldre ramen som har fästen för dubbla bakstötdämpare trots att de inte är försedda med dem; de kan också ha de äldre tankklistermärken trots att de har den nya tanken. Logot på hastighetsmätaren ändrade också stil någon gång under dessa år.

## 1990
År 1990 kom efterföljaren Suzuki Solifer S1 och Suzuki Solifer S slutas tillverkas.